# Ауспиц, Генрих
Генрих Ауспиц (нем. Heinrich Auspitz; 2 сентября 1835, Микулов — 23 мая 1886, Вена) — австрийский врач-дерматолог.

## Биография
Генрих Ауспиц родился 2 сентября 1835 года в городе Микулове, в еврейской семье. Обучался в Венском университете, где специализировался в области дерматологии и лечении сифилиса.
Он был частью знаменитой Венской школы дерматологии, учился и работал с другими выдающимися светилами дерматологии того времени, среди которых были Эрнст фон Брюкке (1819—1892), Карл Рокитанский (1804—1878), Йозеф Шкода (1805—1881), Иоганн Риттер фон Оппольцер (1808—1871), и Фердинанд Риттер фон Гебра (1816—1880).
С 1863 по 1886 год он работал в качестве профессора дерматологии в Венском университете. Он также был с 1872 года директором поликлиники и стал начальником клинической станции после того, как скончался его коллега Герман Цейссл (1817—1884). Генрих Ауспиц является одним из пионеров в исследованиях патологий тканей, и лечении псориаза.
Генрих Ауспиц скончался 23 мая 1886 года в столице Австрии городе Вене.
В конце XIX — начале XX века на страницах Энциклопедического словаря Брокгауза и Ефрона Л. Я. Якобзон написал об этом медике следующие слова: «А. принадлежит к наиболее выдающимся сифилидологам и дерматологам второй половины XIX века».